# Friendship (Real Group)
Friendship från 19 oktober 2018 är ett musikalbum av a cappella-gruppen The Real Group tillsammans med storbandet Hessen State Youth Jazz Orchestra "Kicks & Sticks" under ledning av dirigenten Wolfgang Diefenbach  Albumet består av elva låtar där vissa skrivits och/eller arrangerats av Anders Edenroth och Morten Vinther.

## Låtlista[2]
| Nr | Titel                        | Spelningstid |
| -- | ---------------------------- | ------------ |
| 1  | Fascinating Rhythm           | 4:50         |
| 2  | Friendship                   | 5:08         |
| 3  | Can't Buy Me Love            | 3:14         |
| 4  | Cycles (a capella)           | 4:00         |
| 5  | Mira Mira (instrumental)     | 3:48         |
| 6  | Bad                          | 3:45         |
| 7  | Embraceable You              | 4:32         |
| 8  | Ordinary People              | 5:16         |
| 9  | Eleanor Rigby (instrumental) | 6:21         |
| 10 | Unintentional (a capella)    | 4:26         |
| 11 | Big Bad World                | 4:30         |